# William Palme
William Reinholdt Palme (Undertiden også stavet Villiam) (22. juli 1885 i København – ?) var en dansk gørtler og atlet medlem af Københavns IF. Han vandt det danske meterskab i stangspring 1904 og femkamp 1903 og 1904. Hans far Reinholdt Palme var født i Østrig.

## Danske mesterskaber
- Guld 1904 Stangspring 2,93
- Guld 1904 Femkamp
- Guld 1903 Femkamp